# 恋愛禁止ルール
恋愛禁止ルール（れんあいきんしルール）では、商業的な成功を目指すために個人の恋愛に制限を設ける風習について述べる。このようなルールは日本のアイドルなどで見られるほか、日本国内に留まらず企業の就業規則にも見られる。

## 芸能界
ビジネスにおいてアイドルはファンとの間に疑似恋愛の関係性を構築する。これはファンの需要によって成り立ち、過去には恋愛の発覚がグループの解散に繋がり、損害賠償が発生することもあった。しかし、自己決定権などへの影響からたとえ契約で恋愛禁止が定められていたとしても、無効とされるケースが多い。平成28年1月18日の判決では、企業がファンと性的関係を持ったアイドルに、債務不履行として損害賠償約765万円を請求した。判決はアイドルという職業の特殊性を認めた。しかし、自己決定権や幸福追求権の著しい制限となることが言及された。また、アイドルの性的関係の公表が企業に悪意があったとみなされ、請求が棄却された。作家の宝泉薫によると、このルールは日本で1980年代に形成され、暗黙の了解として守られてきた。ただし、これはファンが好きなアイドルを乗り換えたり、逆にアイドルがファンに見えないところで恋愛したりすることが一種の文化であるとしている。そして、その環境への批判や回帰もアイドル文化の醍醐味であるとしている。精神科医の春日武彦は、アイドルにいるのはスター性ではなく華々しさで、ファンからするとこの親しみやすさが売り出し戦略で重要だとしている。
アイドルユニットのAKB48では、恋愛禁止がルールのように扱われてきた過去が存在するが、発端がどこにあるかについては明確ではない。ユニットの総合プロデューサーである秋元康によると、厳格に恋愛を禁じたルールはなく、アイドル活動の中で恋愛を両立させることは難しいとする考えだったと述べている。EXITの兼近大樹はブランディングの一環や、未成年の女性アイドルとの交際を目的とした男性の接触を避ける目的との考えを述べている。
2013年1月31日、同日発売の『週刊文春』2013年2月7日号で『AKB48 峯岸みなみ若手ダンサー宅お泊まりをスクープ撮!』と題して白濱亜嵐（当時19歳）の自宅に一泊していたことが報じられ、自ら頭髪を丸刈りにした姿で謝罪を行った動画が、AKB48のYouTubeチャンネルにアップロードされた。また、2月1日付で、AKB48正規メンバーとしては2009年1月の早乙女美樹以来4年ぶり2人目となる研究生への降格処分が発表された。多数の国際的なメディアがこの事象を報道した。
社会学者の周東美材は、現代のアイドルの恋愛禁止ルールの源流は、戦前の宝塚歌劇団にあると主張する。大正期に有名女優であった松井須磨子は既婚の演出家島村抱月との恋愛でバッシングに晒されていたが、宝塚歌劇団の創始者である小林一三は、当時の女優たちの性的なイメージから脱却するために、生徒たちの生活を厳しく管理し、恋愛、結婚禁止を厳しく定めた、とする。

## 企業
社内恋愛を禁止するルールを設ける会社が存在する。社員の仕事のパフォーマンスが落ちて会社の商業的な成功から遠ざかる可能性があるからである。
日本国内に留まらず、国際的な企業でも恋愛禁止規則を設けている場合がある。例えばインテルの最高経営責任者だったブライアン・クルザニッチはこの規則に抵触して2018年6月に辞任に追い込まれ、マクドナルドの最高経営責任者だったスティーヴ・イースターブルックはこの規則を破ったとして2019年11月に解任された。